# موجو راولي
دين چوناثان مُهتدي (بالإنجليزية: Mojo Rawley)‏ , (ولد في 17 يوليو 1986), مصارع أمريكي فلسطيني سوري محترف، موقع عقد مع شركة WWE , ويصارع تحت أسم موجو راولي في عروض المواهب الآن أكس تي، وهو أيضا لاعب كرة قدم أمريكي سابق

## بدايته
ظهر موجو أول مرة عندما شارك بمباراة باتل رويل 20 مصارع وفاز بها بو دالاس في يوم 29 مايو 2013 , وفي عرض ان اكس تي أرايفل عزم راولي المصارع سي جي باركر، وبعدها دخل موجو في سلسلة انتصارات يفوز على امثال سي جي باركر، سيلفستر ليفورت والمصارع أوليفر غري، وقد شارك في مباراة باتل رويل لتحديد المنافس الأول لبطولة الآن اكس تي، وقد كان من أخر سبعة قبل ان يتم اقصائه من قبل جيسون جوردين، وفي عرض ان اكس تي تايك اوفر أرايفل في يوم 29 مايو 2014 تعرض موجو لتحطيم من قبل المصارع البلغاري روسيف، وشكل بعدها راولي فريقا مع بول ديمبسي ليشاركا في بطولة فرق لتحديد المنافس الأول على احزمة الآن اكس تي للفرق الزوجية ولكنهما خسرا منذ الجولة الأولى، ليقوم بعدها ديمبسي بالهجوم على راولي، وتواجه الاثنان بعرض ان اكس تي تايك اوفر فايتل فور واي وخسر راولي المباراة، وخسر مرة أخرى ضد ديمبسي في مباراة رد بعد عدة أسابيع، وبعدها دخل راولي في عداء مع تايلر بريز بعد ان قام بريز بمهاجمة موجو، وتعرض بعدها راولي لأصابة في الكتف ابعدته أشهر عن الحلبات، لكنه عاد بيوم 10 يونيو 2015 في ان اكس تي عندما شكل فرقا مع زاك رايدر لهزيمة مصارعان مبتدئان
صنفته الPWL في المركز #170 من أصل 500 مصارعا في عام 2014.

## صعوده الي العروض الرئيسية
كان أول ظهور للمصارع موجو راولي في العروض الرئيسية اثناء مباراة بين روسيف وزاك رايدر علي لقب الولايات المتحدة وكان الفائز في هذه المباراة روسيف وبعد انتهاء النزال قرر روسيف الاحتفال بالفوز من خلال الاعتداء على زاك رايدر ولكن فجأة اقتحم الحلبة نجم NXT موجو المنتظم إلى عرض سماكداون مؤخرا، وقام بالدفاع عن زاك رايدر وأجبار روسيف على الانسحاب ببطولته 

## مسيرته في فئة الزوجي
قرر بعدها موجو راولي عمل فريق مع زاك رايدر وبعدها أعلن مدير عرض سماكداون لايف عن إضافة لقب جديد وهو لقب سماكداون تاج تيم وبعدها بدات تصفيات علي اللقب وكان من ضمنهم فريق موجو راولي وزاك رايدر ولكن موجو ورايدر خسروا في نصف النهائيات لكن الفائزين والذي تاهلوا الي النهائيات امريكان الفا ولكن أحد اعضائه اصاب في مباراة التاهل وتم الإعلان عن مباراة بين موجو وزاك ضد ذا أوسو الفائز يتاهل لمواجهة هيث سلايتر وراينو علي لقب التاج تيم ولكن للاسف خسر فريق موجو ورايدر مرة اخري 
وبعدها اصاب زاك رايدر ليتفرق الفريق لأول مرة

## باتل رويال اندريه ذا جاينت التكريمية 2017
استطاع موجو رايلي أن يفوز بنزال أندريه ذا جاينت باتل رويال بعد اداء رائع وإخراج عدد كبير من النجوم اخرهم كان جندر مهال في مواجهة جمعت عدد كبير من نجوم WWE أمثال:
سامي زين
برون سترومان
غولدست
ار تروث
كيرتس أكسل
دولف زيجلر
جاي اوسو
جيمي اوسو
تشاد جيبل
جيسون جوردين
بريمو
ايبكو
بو دالاس
جيندر ماهال
راينو
هيث سلاتر
ابولو كروز
موجو راولي
بيغ شو
كورت هوكينز
تايلر بريز
فاندانغو

بيج شو وبرون سترومان أحد أبرز المرشحين للفوز بهذا النزال ولكنه كلاهما خرج مبكرا في النزال الذي تبقى فيه للنهاية موجو رايلي وجيندر ماهال ليقوم رايلي في النهاية باخراج محال والفوز بالنزال بعد ان قام لاعب كرة القدم الأمريكية الشهير روب جرونكاوسكي بمساعدته بحركة سبير رهيبة 

## روابط خارجية
- موجو راولي على موقع IMDb (الإنجليزية)
- موجو راولي على موقع قاعدة بيانات الفيلم (الإنجليزية)
- موجو راولي على موقع دبليو دبليو إي (الإنجليزية)
- موجو راولي على موقع CageMatch worker (الإنجليزية)
- موجو راولي على موقع قاعدة بيانات المصارعة على الإنترنت (الإنجليزية)
- موجو راولي على موقع عالم المصارعة على الإنترنت (الإنجليزية)
- موجو راولي على موقع عالم المصارعة على الإنترنت (الإنجليزية)